# Flaskskrapare

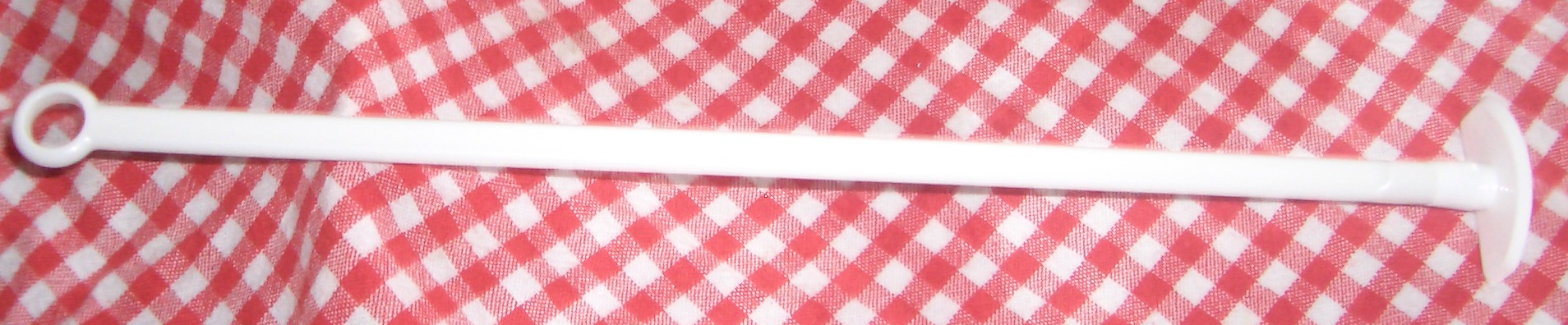
Holländsk flaskskrapare

En flaskskrapare är ett nederländskt köksverktyg. Det är en specialdesignad 30 cm lång slickepott för flaskor. Det skapades för att yoghurt levererades till de holländska hemmen i mycket avlånga flaskor som gjorde det svårt att få ut den sista slurken i flaskan. 